# Pterodontia misella
Pterodontia misella är en tvåvingeart som beskrevs av Osten Sacken 1877. Pterodontia misella ingår i släktet Pterodontia och familjen kulflugor. Inga underarter finns listade i Catalogue of Life.